# アニマルスピリッツ
アニマルスピリッツ（英: Animal Spirits）は、東京都港区にある日本の独立系ベンチャーキャピタル（VC）。2022年に実業家の朝倉祐介が創業し、2023年1月に1号ファンドを組成した。本社は東京都港区に所在する。
シード〜アーリーステージを中心に、超高齢社会・脱炭素・ディープテックなど、社会課題の解決を目指すスタートアップに投資することを特徴とする。
1号ファンドの最終コミットメントは約60億円で、主要な出資者（LP）には国内のメガバンクや地域金融機関が含まれている。

## 概要
- 正式名称：アニマルスピリッツ合同会社
- 創業：2022年
- 代表パートナー：朝倉祐介（元ミクシィ代表取締役社長）
- 本社所在地：東京都港区
- 運用資産規模：約60億円（2024年10月時点）[4]

## 沿革
- 2022年8月 – 朝倉祐介がアニマルスピリッツ合同会社を設立[5]。
- 2023年1月 – 「アニマルスピリッツ1号ファンド」設立。目標規模70–80億円で一次募集を完了[6]。
- 2024年10月 – 1号ファンドが約60億円でファイナルクローズ。投資先は20社に達し、うち複数社がアップラウンド調達を実現と公表[4]。

## 投資戦略
同社は「未来世代のための社会変革」をミッションに掲げ、以下の3つの重点投資テーマを設定している。
- 国を守る – 超高齢社会の生産性向上、DX、ヘルスケアなど
- 地球を保つ – 脱炭素、循環型経済、Climate Tech など
- フロンティアを拓く – 宇宙開発、生成AI、ブロックチェーンなど

1社あたり数千万円〜5億円を投資し、必要に応じてフォローオン出資も行う。代表の朝倉は、ミクシィ再建やシニフィアンでの投資経験を背景に、「事業家目線の投資」を掲げている。

### 主な投資先（2025年3月時点）
- クラッソーネ – 解体業務DX（シリーズB以降）
- B4A – 自由診療クリニック向けSaaS（シリーズB）
- Degas – ガーナの農家ファイナンス（シリーズD）
- 将来宇宙輸送システム – 再利用型ロケット開発（シリーズA）
- ラクビル – 事業用不動産管理SaaS（Pre-A）

※その他の投資先については公式サイトを参照。

## 組織
創業者の朝倉を含むジェネラルパートナー2名に加え、ベンチャーキャピタリスト、コーポレートマネージャーらで構成される少数精鋭のチームで運営されている。メンバーは金融、起業、コンサルティングなど多様なバックグラウンドを有している。